# Роллс (округ, Міссурі)
Шаблон:StateAbbr_ 39°32′ пн. ш. 91°32′ зх. д. / 39.53° пн. ш. 91.53° зх. д.
Округ  Роллс (англ. Ralls County) — округ (графство) у штаті Міссурі, США. Ідентифікатор округу 29173.

## Демографія
За даними перепису 
2000 року 
загальне населення округу становило 9626 осіб, зокрема міського населення було 224, а сільського — 9402.
Серед мешканців округу чоловіків було 4835, а жінок — 4791. В окрузі було 3736 домогосподарств, 2784 родин, які мешкали в 4564 будинках.
Середній розмір родини становив 2,95.
Віковий розподіл населення поданий у таблиці:
| Стать    | До 15 років | 15-21 | 22-29 | 30-39 | 40-49 | 50-65 | 65-85 | Понад 85 |
| -------- | ----------- | ----- | ----- | ----- | ----- | ----- | ----- | -------- |
| Чоловіки | 1009        | 467   | 365   | 661   | 803   | 902   | 573   | 55       |
| Жінки    | 951         | 425   | 382   | 669   | 757   | 864   | 632   | 111      |

## Суміжні округи
- Меріон — північ
- Пайк, Іллінойс — північний схід
- Пайк — південний схід
- Одрейн — південь
- Монро — захід

## Виноски
1. ↑  U.S. Decennial Census. United States Census Bureau. Процитовано 18 листопада 2014.
2. ↑  Historical Census Browser. University of Virginia Library. Архів оригіналу за 11 серпня 2012. Процитовано 18 листопада 2014.
3. ↑  Population of Counties by Decennial Census: 1900 to 1990. United States Census Bureau. Процитовано 18 листопада 2014.
4. ↑  Census 2000 PHC-T-4. Ranking Tables for Counties: 1990 and 2000 (PDF). United States Census Bureau. Процитовано 18 листопада 2014.
5. ↑  State & County QuickFacts. United States Census Bureau. Архів оригіналу за 2 липня 2011. Процитовано 12 вересня 2013.(англ.) Наведено за англійською вікіпедією.
6. ↑  American FactFinder. Бюро перепису населення США. Архів оригіналу за 26 лютого 2012. Процитовано 31 січня 2008.

| США | Це незавершена стаття з географії США. Ви можете допомогти проєкту, виправивши або дописавши її. |